# سانتياغو رامون إي كاخال
سانتياغو رامون إي كاخال (بالإسبانية: Santiago Ramón y Cajal)‏ هو طبيب إسباني، (ولد في 1 مايو 1852، نافارا، إسبانيا - توفي في 17 أكتوبر 1934، مدريد) حصل على  جائزة نوبل في الطب عام 1906 بالاشتراك مع الإيطالي كاميلو غولجي لأبحاثهما حول التركيب النسيجي للجهاز العصبي.
ما تزال مئات من رسوماته التوضيحية لبروزات الخلايا الدماغية («التغصنات الشجيرية») مستخدمة، منذ منتصف القرن العشرين، في مختلف الأغراض التدريبية والتثقيفية.

## دراسته للطب
رغم رغبة كاخال في صباه أن يكون رساماً، إلا أن أباه (وكان أستاذاً لعلم التشريح التطبيقي) بجامعة سرقسطة دفعه لدراسة الطب، وأشرف عليه في ذلك، وقد وجدت هواية الرسم طرقها للظهور عندما قام كاخال الابن برسم الصور التوضيحية لأطلس تشريح كان أبوه يقوم بإعداده، غير أن هذا الأطلس التشريحي لم يجد طريقه إل النشر في النهاية.

## عمله بالطب في الجيش الإسباني
في عام 1873 حصل كاخال على درجته الطبية من جامعة سرقسطة ليعمل طبيباً بالجيش الإسباني، حيث ذهب مع ذلك الجيش إلى كوبا خلال عامي 1874 و1875 وهناك أصيب كاخال بعدوى الملاريا والدرن.

## عمله الأكاديمي
بعد عودته من كوبا، عمل كاخال مساعداً بقسم التشريح بكلية الطب في سرقسطة 1875 ثم مديراً لمتحف سرقسطة، وفي عام 1877 حصل كاخال على درجة الدكتوراه في الطب من مدريد، وفي عام 1883 عين أستاذاً لعلم التشريح الوصفي والعام بجامعة بلنسية، ثم انتقل عام 1887 إلى وظيفة أستاذ لعلم الأنسجة والتشريح المرضي ببرشلونة ثم انتقل عام 1892 إلى مدريد ليشغل نفس المنصب هناك.

## إنجازاته البحثية

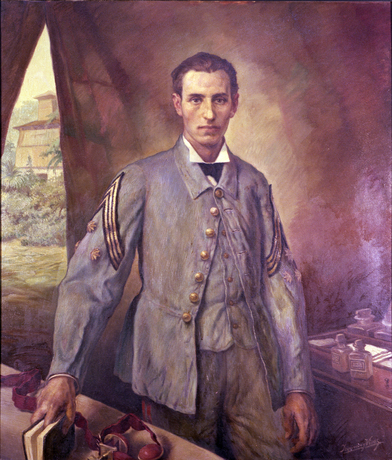
رامون كاخال كقائد شاب في حرب السنوات العشر في كوبا ، 1874.

في عام 1903 قام كاخال بإدخال تعديلات على صبغة نترات الفضة (التي تستخدم في صباغة الأنسجة لدراستها مجهرياً)، وهي تلك الصبغة التي ابتكرها في الأصل كاميلو غولجي - شريكه الإيطالي في جائزة نوبل - ثم قام كاخال أيضاً بتطوير صبغة من أملاح الذهب لاستخدامها في دراسة الأنسجة العصبية في الأجنة وصغار الحيوانات، وقد مكنت هذه الأصباغ كاخال من تمييز الخلايا العصبية عن بقية خلايا الجسم وتتبع تركيب وارتباطات الخلايا العصبية في المادة الرمادية gray matter والحبل الشوكي، كما كان لهذه الأصباغ دور كبير في المساعدة على تشخيص أورام المخ.

## الاكتشافات والنظريات
قدّم رامون كاخال العديد من المساهمات إلى علم التشريح العصبي. اكتشف مخروط النمو المحواري، وأثبت عن طريق التجربة أن العلاقة بين الخلايا العصبية غير مستمرة، أو ليست نظامًا مفردًا وفقًا للنظرية الشبكية الموجودة آنذاك، بل متماسة؛ يوجد فجوات بين العصبونات. وفر هذا دليلًا حاسمًا على ما أطلق عليه هينريش فالداير اسم «نظرية العصبون»، التي يمكن اعتبارها اليوم الأساس الذي تقوم عليه العلوم العصبية. اعتبره البعض أيضًا «عالم الأعصاب» الأول نظرًا إلى تصريحه الذي وجهه للجمعية الملكية في لندن في عام 1894: «إن قدرة العصبونات على النمو لدى الفرد البالغ إلى جانب قدرتها على خلق اتصالات جديدة قادرة على تفسير التعلم». يُعتبر هذا التصريح بمثابة الأصل الذي اشُتقت منه النظرية المشبكية للذاكرة.
كان كاخال مؤيدًا لفكرة وجود الأشواك التغصنية، إلا أنه لم يعرفها على أنها مواقع الاتصال من الخلايا قبل المشبكية. أيد أيضًا استقطاب وظيفة الخلية العصبية ليستكمل طالبه، رافاييل لورينتي دي نو، لاحقًا هذه الدراسة على أنظمة المدخلات – المخرجات في نظرية الكابل وبعض تحليلات الدوائر المبكرة للبنى العصبية.
اكتشف كاخال نوعًا جديدًا من الخلايا من خلال إنتاج تصورات ممتازة للبنى العصبية والترابطية المميزة لها بالإضافة إلى إنتاج توصيفات تفصيلية لأنواع الخلايا، إذ سُمي هذا النوع الجديد من الخلايا لاحقًا باسمه، خلايا كاخال الخلالية (آي سي سي). يمكن ملاحظة تشابك هذه الخلايا بين العصبونات المتداخلة في العضلات الملساء المبطنة للأمعاء، إذ تعمل خلايا كاخال كمولدات وناظمات للموجات الانقباضية البطيئة المسؤولة عن نقل المواد على طول السبيل الهضمي، إذ تتوسط النقل العصبي من العصبونات الحركية إلى الخلايا العضلية الملساء.
في محاضرة كرونيان لعام 1984، اقترح رامون كاخال (في استعارة مطولة) تزايد تشعب الخلايا الهرمية القشرية مع مرور الوقت، بشكل مشابه لنمو الأشجار وتمدد فروعها.
كرس كاخال قدرًا معتبرًا من وقته لدراسة اللغة الفرنسية التي استخدمها في مساعدة زوجته أثناء الولادة بالإضافة لدراسته ظواهر التخاطر. أصبح أحد الكتب التي كتبها حول هذه المواضيع مفقودًا خلال الحرب الأهلية الإسبانية.

## من مؤلفاته
- كتاب علم الأنسجة الطبيعية وتقنيات الفحص المجهري (1889) (بالإسبانية:Manual de Histología normal y Técnica micrográfica)
- كتاب التشريح المرضي العام (1890) (بالإسبانية:Manual de Anatomía patológica general)
- قواعد ونصائح في البحث العلمي (بالإسبانية Reglas y Consejos sobre Investigacion Cientifica)
- كتاب الجهاز العصبي عند الإنسان والحيوانات الفقارية (بالإسبانية:Textura del sistema nervioso del hombre y de los vertebrados)
- دراسات في ضمور وتنكس الجهاز العصبي (بالإسبانية:Estudios sobre la degeneración y regeneración del sistema nervioso)

بالإضافة إلى ما يقارب المائة مقال علمي في الدوريات العلمية الإسبانية والفرنسية، وأهمها ما كتبه عن التركيب الدقيق للجهاز العصبي (وخاصة المخ والحبل الشوكي) إلى جانب كتابات أخرى عن تركيب الأنسجة العضلية وغيرها من الأنسجة، وكتابات في علم الأمراض العام. تكريماً لكاخال، افتتح ألفونسو الثالث عشر ملك إسبانيا معهد كاخال في مدريد، حيث ظل كاخال يعمل حتى وفاته عام 1934.

## روابط خارجية
- سانتياغو رامون إي كاخال على موقع الموسوعة البريطانية (الإنجليزية)
- سانتياغو رامون إي كاخال على موقع ميوزك برينز (الإنجليزية)
- سانتياغو رامون إي كاخال على موقع إن إن دي بي (الإنجليزية)
- (بالإنجليزية) موقع جائزة نوبل
- (بالإنجليزية) Britannica Online Encyclopaedia